# عباس اکبری
عباس اکبری (زاده ۱۳۳۷ - شیراز)، مترجم، فیلم‌نامه‌نویس و تهیه‌کننده ایرانی است.

## زندگی‌نامه
عباس اکبری فارغ‌التحصیل رشته مهندسی کامپیوتر از دانشگاه شیراز است. او علاوه بر تدریس در دانشگاه در زمینهٔ ترجمه و نگارش فیلمنامه نیز فعالیت دارد. نگارش فیلمنامه‌های: «نماهنگ امام علی (ع)»، «نیمه بلند سفر» (۱۳۶۷)، «سه‌گانه در سفر آخر» (۷۹–۱۳۷۷)، بازنویسی فیلمنامه «بازهای پنهان» (۱۳۷۲)، سریال «نجات» در مرحله پیش تولید، «یوسف و زلیخا»، «حمزه سیدالشهدا»، «ابوسعید»، «آذرباد» از جمله فعالیت‌های اوست. همچنین فیلمنامه‌های «همه پدربزرگ‌ها قصه دوست دارند» و نماهنگ «بازگشت» به ترتیب برنده جوایز بهترین فیلمنامه در جشنواره فیلم فجر و جشنواره دوم سیما شدند.
اکبری در زمینه ترجمه فعال است و از آثار او می‌توان به ترجمه کتاب‌های «راهنمای فیلم‌نامه‌نویس» (سید فیلد)، «فیلم‌نامه‌نویسی برای سینما و تلویزیون» (آلن آرمر)، «روند فیلم‌نامه‌نویسی» (رابرت برمن)، «نگارش فیلمنامه کوتاه» (ویلیام اچ فیلیس)، «نگارش فیلمنامه اقتباسی» (لیندا سینگر)، «ترمیناتور ۲»، «روز داوری» (جیمز کامرون، ویلیام ویشر)، «سکوت بره‌ها» (تد تالی)، «مرد سوم» (گراهام گرین)، «یادداشت کوئیلر» (هارولد پنتر)، «در بارانداز» (باد شولبرگ)، «دجه کا» (رابرت ای شروود، جان هریسون) «درس‌های کارگردانی ایزنشتاین» (ولادیمیر نیژنی)، «شمال از شمال غربی» (ارنست لمان) اشاره کرد.

## تهیه کنندگی
| نام اثر     | کارگردان           | نویسنده                      | سال ساخت      | توضیحات |
| ----------- | ------------------ | ---------------------------- | ------------- | --- |
| در چشم باد  | مسعود جعفری جوزانی | مسعود جعفری جوزانی           | ۱۳۸۹ الی ۱۳۸۲ | سریال تلویزیونی شبکه یک سیما و درزمره سریال‌های رده کیفی "الف" قرار می‌گیرد.                                    |
| عقاب صحرا   | مهرداد خوشبخت      | عباس اکبری                   | ۱۳۹۲ الی ۱۳۹۱ | فیلم فاخر سینمایی، دریافت سیمرغ بلورین جلوه‌های ویژه ازجشنواره سی ویکم فجر به بهنام خاکسار برای فیلم عقاب صحرا |
| دکتر سه سوت | کاظم راست‌گفتار     | کاظم راست‌گفتار و مجید سروینی | ۱۳۹۲          | فیلم تلویزیونی                                                                                                |
| خانه دیگری  | بهنوش صادقی        | بهنوش صادقی                  | ۱۳۹۴          | |

## فیلمنامه‌های تلویزیونی و سینمایی
| فیلم          | کارگردان       | مرکز                              | سال ساخت | توضیحات              |
| ------------- | -------------- | --------------------------------- | -------- | -------------------- |
| آذرباد        |                | حوزه هنری- مدرسه کارگاهی فیلمنامه |          | [ ۱ ]                |
| ابوبصیر       |                | حوزه هنری- مدرسه کارگاهی فیلمنامه |          |                      |
| پیک تردید     |                | حوزه هنری- مدرسه کارگاهی فیلمنامه |          |                      |
| حمزه          |                | کانون اندیشه سیما                 |          | [ ۸ ]                |
| بازیهای پنهان | کریم هاتفی نیا |                                   | ۱۳۷۰     | مشاوره و بازنویسی    |
| دیپلمات       | داریوش فرهنگ   |                                   | ۱۳۷۰     | همکاری در نگارش طرح  |
| سفر آخر       | مهرداد خوشبخت  | شبکه یک سیما                      | ۱۳۷۷     | [ ۹ ] [ ۱۰ ]         |
| پرواز         | مهرداد خوشبخت  | شبکه یک سیما                      | ۱۳۷۷     | [ ۹ ]                |
| پل            | مهرداد خوشبخت  | شبکه یک سیما                      | ۱۳۷۸     | [ ۹ ]                |
| پری           | مسعود آب پرور  | شبکه دو سیما                      |          | با همکاری حسن مهدی‌فر |
| عقاب صحرا     | مهرداد خوشبخت  |                                   | ۱۳۹۱     |                      |

## فیلم نامه سریال تلویزیونی
| سریال            | تعداد قسمت | کارگردان    | سال ساخت | مرکز              | توضیحات                                             |
| ---------------- | ---------- | ----------- | -------- | ----------------- | --------------------------------------------------- |
| پرواز غدیر       | ۱۳         | رحمان رضایی | ۱۳۷۵     | شبکه سوم سیما     | [ ۱۱ ]                                              |
| نجات             | ۳۹         |             |          | شبکه سوم سیما     | باهمکاری یوسف سیدمهدوی ،سینا سعدوزیری               |
| یوسف وزلیخا      | ۲۷         |             |          |                   | باهمکاری نسرین صالحی وازقسمت۱۴ به بعد نصرالله قادری |
| شمشیرهای پنهان   | ۱۳         |             |          | شبکه یک سیما      | باهمکاری جعفر حسنی                                  |
| سفرهای پویا      | ۵۲         |             |          | کانون اندیشه سیما | باهمکاری فرهاد علیزاده آهی                          |
| مهمان خانه شیطان | ۲۶         |             |          | شبکه یک سیما      |                                                     |

## کتاب‌ها
| شماره | عنوان کتاب                                  | نویسنده                       | انتشارات                | سال چاپ    | توضیحات                                           |
| ----- | ------------------------------------------- | ----------------------------- | ----------------------- | ---------- | ------------------------------------------------- |
| ۱     | روند فیلم‌نامه‌نویسی                          | رابرت برمن                    | انتشارات برگ            | ۱۳۷۳       | چاپ دوم ۱۳۷۶                                      |
| ۲     | چگونه در۲۱ روز فیلمنامه بنویسیم             | ویکی کینگ                     | انتشارات برگ            | ۱۳۷۳       | چاپ دوم ۱۳۷۹                                      |
| ۳     | بازنویسی فیلمنامه                           | لیندا سینگر                   | انتشارات برگ            | ۱۳۷۵       | [ ۱۵ ]                                            |
| ۴     | خلق شخصیت‌های ماندگار                        | لیندا سینگر                   | مرکز گسترش سینمای تجربی | ۱۳۷۴       | انتشارات سروش ۱۳۸۰                                |
| ۵     | راهنمای فیلم‌نامه‌نویس                        | سید فیلد                      | مرکز گسترش سینمای تجربی | ۱۳۷۵       | نشرساقی چاپ دوم۱۳۷۸- انتشارات نیلوفر چاپ پنجم۱۳۸۸ |
| ۶     | چگونه فیلم نامه بنویسم                      | سید فیلد                      | نشر ساقی                | ۱۳۷۸       | انتشارات نیلوفر چاپ چهاردهم ۱۳۸۷                  |
| ۷     | فیلم‌نامه‌نویسی برای سینما وتلویزیون (جلد۱و۲) | آلن آرمر                      | انتشارات سوره           | ۱۳۷۵       |                                                   |
| ۸     | نگارش فیلمنامه کوتاه                        | ویلیام اچ، فیلیپس             | جشنواره دوم سیما        | ۱۳۷۵       | انتشارات سروش چاپ چهارم ۱۳۸۷                      |
| ۹     | نگارش فیلمنامه مستند                        | دوایت وی، سوئین جوی آر سوئین  | جشنواره دوم سیما        |            | نشرساقی چاپ دوم ۱۳۸۵                              |
| ۱۰    | روند اقتباس                                 | ویلیام گلدمن                  | انتشارات سروش           | ۱۳۷۷       |                                                   |
| ۱۱    | راهنمای نگارش گفتگو                         | ویلیام نوبل                   | انتشارات سروش           | ۱۳۸۵       | چاپ دوم                                           |
| ۱۲    | کالبدشکافی یک فیلمنامه ،ترمیناتور ۲         | سید فیلد                      | کانون فرهنگی ایثارگران  | ۱۳۷۶       |                                                   |
| ۱۳    | کالبد شکافی یک فیلمنامه ،سکوت بره‌ها         | سید فیلد                      | کانون فرهنگی ایثارگران  | ۱۳۷۶       |                                                   |
| ۱۴    | کالبد شکافی یک فیلمنامه ،با گرگ‌ها می‌رقصد    | سید فیلد                      | کانون فرهنگی ایثارگران  | ۱۳۷۷       |                                                   |
| ۱۵    | کالبد شکافی یک فیلمنامه ،تلما و لوئیز       | سید فیلد                      | فرهنگ کاوش              | ۱۳۷۹       |                                                   |
| ۱۶    | مرد سوم                                     | گراهام گرین                   | انتشارات برگ            | ۱۳۷۶       | چاپ دوم ۱۳۷۸                                      |
| ۱۷    | ترمیناتور ۲: روز داوری                      | ویلیام ویشر، جیمز کامرون      | انتشارات برگ            | ۱۳۷۶       | چاپ دوم ۱۳۷۸                                      |
| ۱۸    | سکوت بره‌ها                                  | تد تالی                       | انتشارات برگ            | ۱۳۷۶       | چاپ دوم ۱۳۷۸                                      |
| ۱۹    | یادداشت کوئیلر                              | هارولد پینتر                  | انتشارات برگ            | ۱۳۷۶       | چاپ دوم ۱۳۷۸                                      |
| ۲۰    | دربارانداز                                  | بادشولبرگ                     | انتشارات برگ            | ۱۳۷۶       | چاپ دوم ۱۳۷۸                                      |
| ۲۱    | شمال از شمال غربی                           | ارنست لمن                     | انتشارات برگ            | ۱۳۷۶       | چاپ دوم ۱۳۷۸                                      |
| ۲۲    | ربه کا                                      | رابرت ای، شر وود، جون هریسون  | هفته نامه سروش          | ۱۳۷۹       | شماره۱۰۰۰                                         |
| ۲۳    | آژاکس                                       | رابرت القا                    | انتشارات برگ            | ۱۳۶۹       |                                                   |
| ۲۴    | درس‌های کارگردانی ایزنشتاین                  | ولادیمر نیژنی                 | انتشارات عکس معاصر      | ۱۳۶۸       |                                                   |
| ۲۵    | چگونه کارگردانی کنیم                        | دانیل آریختن                  | انتشارات نیلوفر         | ۱۳۸۹       | چاپ چهارم                                         |
| ۲۶    | آذرباد                                      | عباس اکبری                    | هفته نامه سروش          | شماره ۱۰۰۳ |                                                   |
| ۲۷    | نگارش فیلمنامه اقتباسی                      | لیندا سینگر                   | انتشارات نیلوفر         | ۱۳۸۸       | چاپ دوم                                           |
| ۲۸    | محله چینی‌ها                                 | رابرت تاون                    | نقش ونگار               | ۱۳۷۸       | باهمکاری مهدی جدی نیا                             |
| ۲۹    | راهنمای نگارش فیلمنامه                      | یورگن ولف، کری کاکس           | انتشارات سروش           | ۱۳۸۹       | چاپ چهارم                                         |
| ۳۰    | فیلم‌نامه‌نویسی برای تلویزیون                 | استیون ولتون                  | انتشارات نیلوفر         | ۱۳۸۸       |                                                   |
| ۳۱    | ساختار اسطوره در داستان وفیلمنامه           | کریستوفر وگلر                 | انتشارات نیلوفر         | ۱۳۸۵       |                                                   |
| ۳۲    | راهنمای خلاقیت فیلم‌نامه‌نویس                 | لیندا سینگر                   | انتشارات نیلوفر         | ۱۳۸۹       |                                                   |
| ۳۳    | حمزه                                        | عباس اکبری                    | انتشارات سروش           | ۱۳۷۹       |                                                   |
| ۳۴    | عقاب صحرا                                   | عباس اکبری                    | انتشارات سوره مهر       | ۱۳۸۱       |                                                   |
| ۳۵    | فضای خالی                                   | پیتر بروک                     | انتشارات پژوهش‌های سیما  | ۱۳۸۵       | با همکاری محمدرضا لیرادی                          |
| ۳۶    | کوچه                                        | ریجینالدرز                    | انتشارات ایرانیک        | زیر چاپ    |                                                   |
| ۳۷    | درچشم باد                                   | مسعودجعفری جوزانی             | انتشارات سروش           | زیر چاپ    | به کوشش عباس اکبری                                |
| ۳۸    | کارگردانی مستند                             | مایکل رابیگر                  | نشرساقی                 | ۱۳۸۷       | ترجمه حمیدرضا احمدی لاری زیرنظر عباس اکبری        |
| ۳۹    | فیلم‌نامه‌نویسی پیشرفته                       | لینداسینگر                    | انتشارات نیلوفر         | ۱۳۹۳       |                                                   |
| ۴۰    | چهار فیلمنامه                               | سید فیلد                      | انتشارات نیلوفر         | زیر چاپ    |                                                   |
| ۴۱    | ذن وهنر نگارش فیلمنامه                      | ویلیام فروگ                   | انتشارات نیلوفر         | ۱۳۸۶       |                                                   |
| ۴۲    | سه داستان شیطانی                            | زابرت بلاک، استیفن وینسنت بنه | انتشارات سروش           | ۱۳۸۱       | ترجمه ف‍اطم‍ه ک‍رم‍ع‍ل‍ی، ج‍م‍ال آل‌اح‍م‍د، ن‍س‍ری‍ن ص‍ال‍ح‍ی؛ زی‍رن‍ظر ع‍ب‍اس اک‍ب‍ری         |

## فیلم‌نامه کوتاه
| فیلم                          | سال ساخت | کارگردان       |
| ----------------------------- | -------- | -------------- |
| همه پدر بزرگ هاقصه دوست دارند | ۱۳۶۷     | کریم هاتفی نیا |
| سفر                           | ۱۳۶۹     | رضا شانه ساز   |
| ماهی                          | ۱۳۷۴     | شباب مستعد     |

## نماهنگ
| نام             | سال ساخت | کارگردان     | توضیحات                                      |
| --------------- | -------- | ------------ | -------------------------------------------- |
| بازگشت          | ۱۳۷۴     | شاهرخ دولکو  | برنده جایزه بهترین فیلمنامه جشنواره دوم سیما |
| علی بن ابی طالب | ۱۳۷۵     | رضا شانه ساز |                                              |